# Kali (rodzaj)
Kali – rodzaj ryb z rodziny paszczękowatych (Chiasmodontidae).

## Klasyfikacja
Gatunki zaliczane do tego rodzaju:
- Kali caribbaea
- Kali colubrina
- Kali falx
- Kali indica
- Kali kerberti
- Kali macrodon
- Kali macrura
- Kali parri